# Pfarrkirche Hinterhornbach

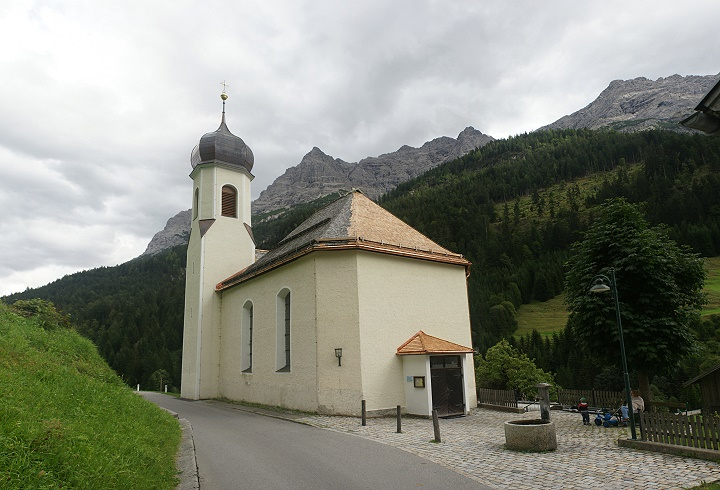
Katholische Pfarrkirche Unserer Lieben Frau vom Guten Rat in Hinterhornbach

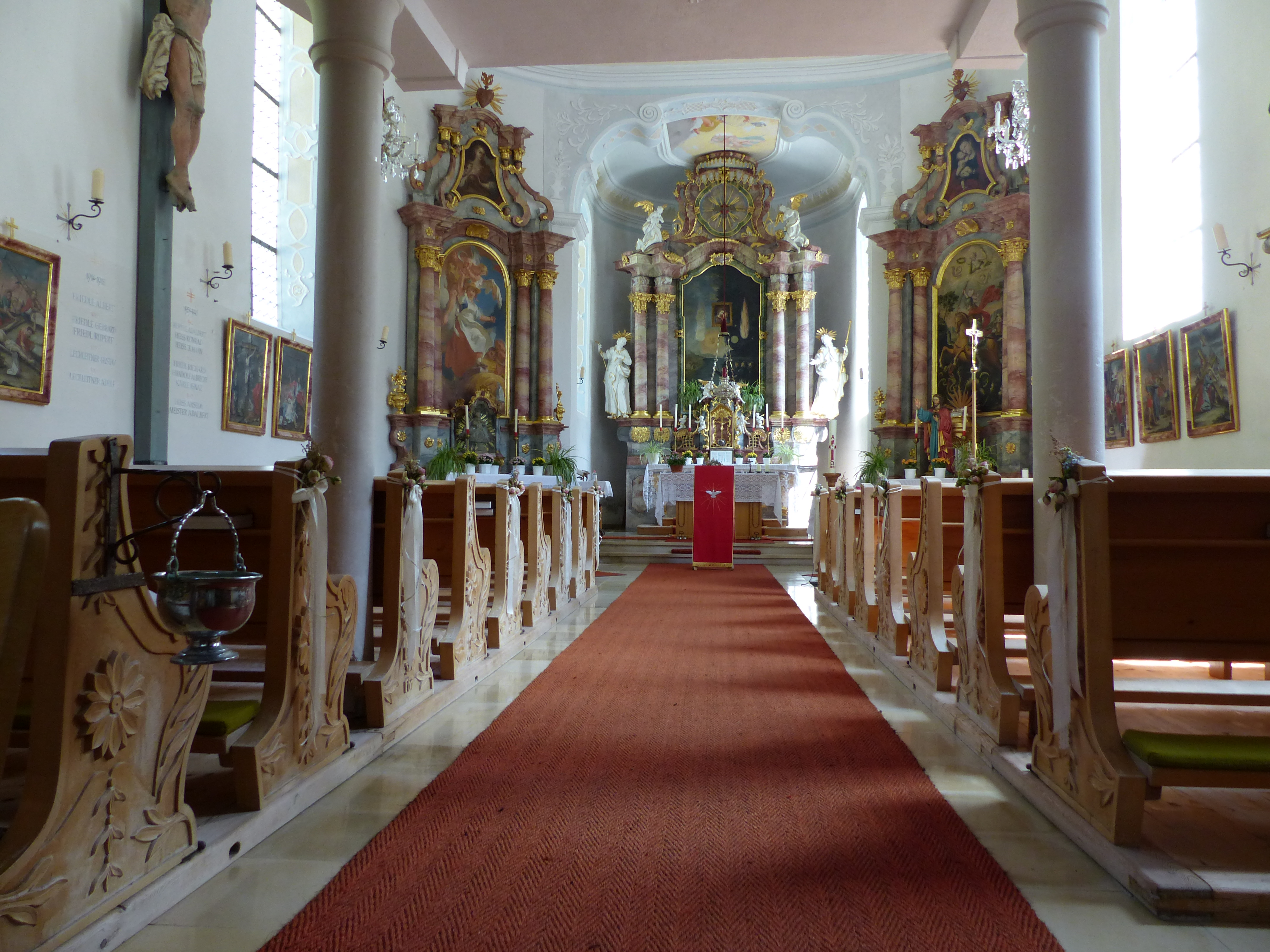
Innenansicht, Blick zum Chor

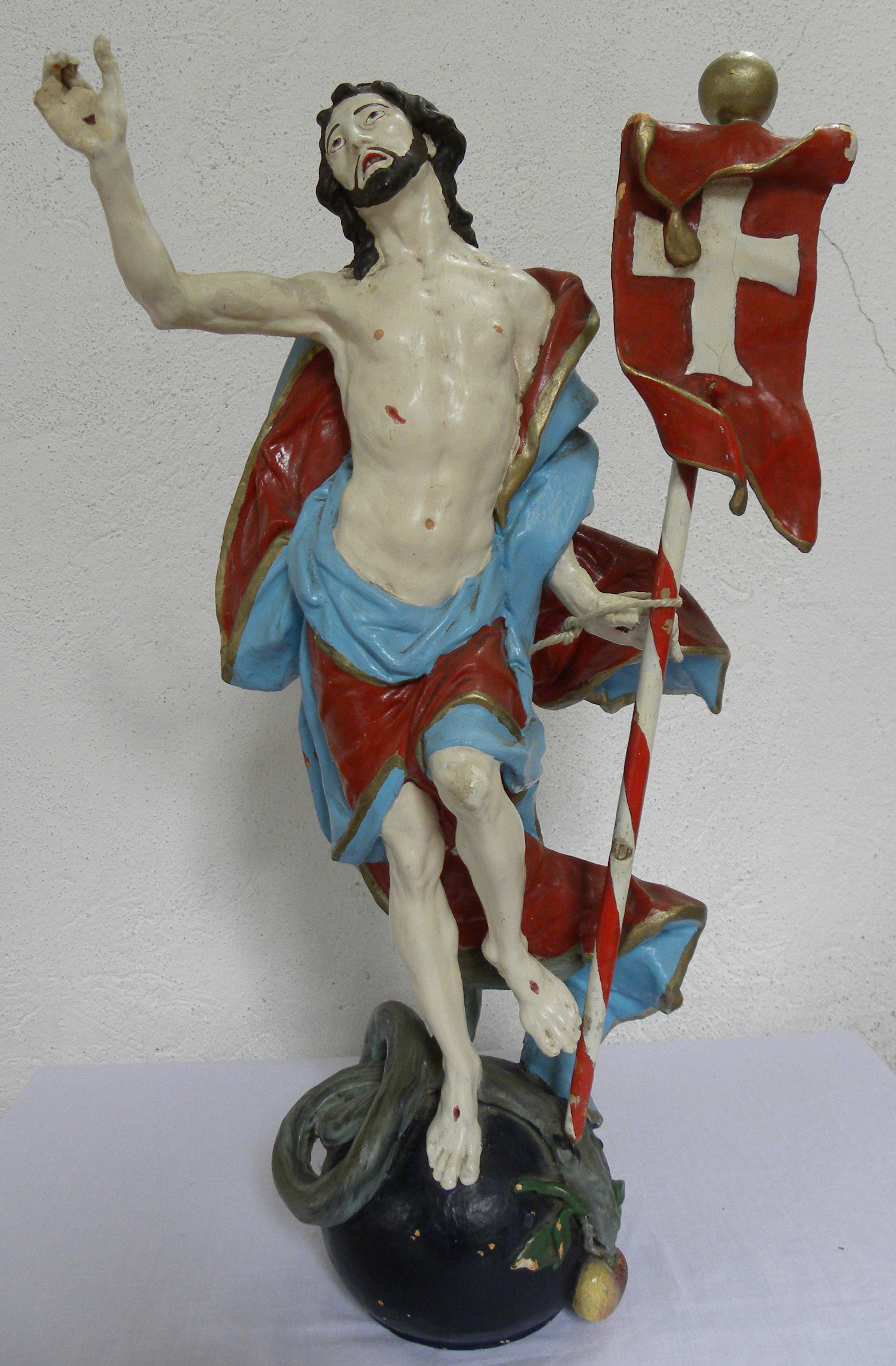
Der Auferstandene von Joseph Stapf

Die römisch-katholische Pfarrkirche Hinterhornbach steht in der Gemeinde Hinterhornbach im Bezirk Reutte im Bundesland Tirol. Die dem Patrozinizm Unsere Liebe Frau Mutter vom Guten Rat unterstellte Pfarrkirche gehört zum Dekanat Breitenwang in der Diözese Innsbruck. Die Kirche und der Friedhof stehen unter Denkmalschutz (Listeneintrag).

## Geschichte
Der Ort gehörte anfänglich zur Pfarre Elbigenalp, dann zur Pfarre Elmen, wurde 1755 zur Kuratie und wurde 1891 selbständige Pfarre. Die Kirche entstand mithilfe einer Stiftung von Johann Jakob Sterzinger aus Nassereith und dem Jakob Mang Ammann aus Reutte. Sie wurde von 1761 bis 1764 erbaut und 1782 geweiht.

## Architektur
Die Kirche im Osten des Kirchweilers Hinterhornbach ist ein einheitlicher barocker Kirchenbau mit Zentralraumwirkung und einem barocken Turm im Norden.
Das Langhaus unter einem Walmdach hat an der Westfront stark abgeschrägte Ecken und einen kleinen Portalvorbau. Der Nordturm mit einem achtseitigen Obergeschoß trägt eine Zwiebelhaube. Südlich am Chor ist die Sakristei angebaut.
Der Saalraum im Langhaus mit verschliffenen Ecken hat eine Flachtonne über einem umlaufenden Gesims. Der eingezogene Chorbogen ist volutenartig gestaltet; der eingezogene einjochige Chor mit einer Flachtonne hat einen runden Schluss. In den Laibungen der Rundbogenfenster ist einfaches Stuckbandlwerk. Die Fresken, im Chor das Lamm Gottes, im Langhaus Mariä Himmelfahrt und Krönung Mariens, malte Wolfram Köberl (1962).

## Ausstattung
Das Altargemälde des Hochaltars stellt die Verehrung des Gnadenbildes der Mutter vom guten Rat durch den hl. Jakobus der Älteren dar und wurde von Martin Falbesoner (1765) geschaffen.